# Antonio Muñoz Molina

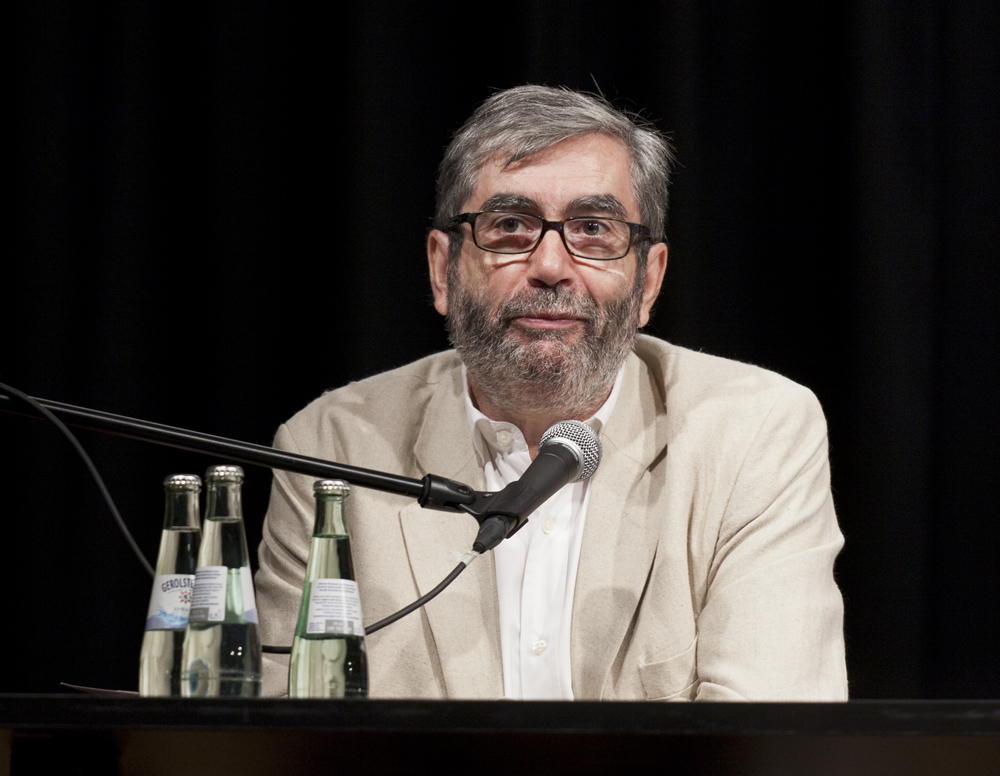
Antonio Muñoz Molina in Köln (Lesung der Buchhandlung Bittner)

Antonio Muñoz Molina (* 10. Januar 1956 in Úbeda, Andalusien) ist ein spanischer Schriftsteller.

## Leben
Muñoz Molina studierte Journalismus in Madrid sowie Kunstgeschichte in Granada. 1988 und 1992 erhielt er den spanischen Staatspreis für Literatur (Premio Nacional de Novela) und 1991 für den Roman Der Polnische Reiter den Premio Planeta, den wichtigsten spanischen Literaturpreis. 1995 wurde Muñoz Molina in die Königliche Akademie für Sprache und Dichtung (Real Academia Española) aufgenommen. Für das Jahr 2013 wurden ihm der Prinz-von-Asturien-Preis für Literatur und der Jerusalem-Preis zugesprochen.
Muñoz Molina lebt derzeit in New York City, wo er bis 2006 das Instituto Cervantes (Cervantes-Institut) leitete. Für die französische Übersetzung seines Reisetagebuchs Un andar solitario entre la gente (2018) erhielt er 2020 den Prix Médicis zuerkannt.

## Werke (Auswahl)
- Beatus Ille (1986)
- Der Winter in Lissabon (El invierno en Lisboa, 1987)
- Deckname Beltenebros (Beltenebros, 1989)
- Der polnische Reiter (El jinete polaco, 1991)
- Stadt der Kalifen (Córdoba de los omeyas, 1991)
- Die Geheimnisse von Madrid (Los misterios de Madrid, 1992)
- Die Augen eines Mörders (Plenilunio, 1997)
- Carlotas Liebhaber (Carlota Fainberg, 1999)
- Sepharad (2001)
- Siesta mit Blanca (En ausencia de Blanca, 2001)
- Mondwind (El viento de la Luna, 2006), ISBN 978-3-499-25656-1.
- Ventanas de Manhattan (2006)
- Die Nacht der Erinnerungen. Deutsche Verlagsanstalt, München 2011, ISBN 978-3-421-04499-0 (La noche de los tiempos, 2009).
- Todo lo que era sólido. Seix Barral, Barcelona 2013, ISBN 978-84-322-1544-5.
- Como la sombra que se va. Seix Barral, Barcelona 2014.
  - Schwindende Schatten. Roman. Übersetzung von Willi Zurbrüggen. Penguin Verlag, München 2019, ISBN 978-3-328-60013-8.
- Un andar solitario entre la gente. Seix Barral, Barcelona 2018, ISBN 978-84-322-3350-0.
  - Gehen allein unter Menschen. Roman. Übersetzung von Willi Zurbrüggen. Penguin Verlag, München 2021, ISBN 978-3-328-60097-8.[6]
- Tus pasos en la escalera. Seix Barral, Barcelona 2019.
  - Tage ohne Cecilia. Roman. Übersetzung von Willi Zurbrüggen. Penguin Verlag, München 2022, ISBN 978-3-328-60200-2.